# Łukasz Kruczek
Łukasz Paweł Kruczek (* 1. November 1975 in Buczkowice) ist ein ehemaliger polnischer Skispringer und heutiger Skisprungtrainer.

## Werdegang
Sein erstes internationales Springen war zum Weltcup am 27. Januar 1996 in Zakopane. Auf der Großschanze erreichte er den 43. Platz. Am 10. Februar 1996 sprang er beim Skifliegen am Kulm auf den 45. Platz. Bei der einen Tag später stattfindenden Skiflug-Weltmeisterschaft 1996 kam er auf den 46. Platz. Bei der Nordischen Skiweltmeisterschaft 1997 in Trondheim erreichte er im Wettbewerb auf der Großschanze wiederum nur den 46. Platz. Im selben Jahr konnte er bei der Winter-Universiade im südkoreanischen Muju den Titel von der Normalschanze erringen. Bei den Olympischen Winterspielen 1998 im japanischen Nagano kam er jedoch nicht über den 45. Platz auf der Großschanze hinaus. Am 17. Januar 1999 konnte Kruczek in Zakopane erstmals mit dem 25. Platz Weltcup-Punkte erreichen. Bei der Nordischen Skiweltmeisterschaft 1999 in Ramsau am Dachstein konnte er seine Leistung zu 1997 steigern. So sprang er auf der Großschanze auf den 32. und auf der Normalschanze auf den 41. Platz. Bei der im selben Jahr ausgetragenen Winter-Universiade im slowakischen Poprad konnte er seinen Titel von der Normalschanze verteidigen und erreichte auf der Großschanze den sechsten Platz. Es folgten zwei Saisons mit wechselnden Leistungen. Meist blieb er hinter den Erwartungen zurück und landete außerhalb der Punkteränge. Im Februar 2001 gewann er jedoch in Zakopane bei der Winter-Universiade sowohl von der Normal- als auch erstmals von der Großschanze die Goldmedaille. Am 9. Dezember 2001 konnte er mit dem Team im Teamspringen von Villach erstmals aufs Podium springen und kam gemeinsam mit Robert Mateja, Adam Małysz und Wojciech Skupień auf den 3. Platz. Nachdem seine Leistungen danach weiter hinter den Erwartungen zurückblieben, wurde er aus dem A-Nationalkader gestrichen und ins Continental-Cup-Team zum Start der Saison 2002/03 aufgenommen. Aber auch im Continental Cup blieb er erfolglos und beendete nach dem letzten Saisonspringen am 23. Februar 2003 in Lauscha seine aktive Springerlaufbahn. Zuvor hatte er bei der Winter-Universiade im italienischen Tarvisio gemeinsam mit Grzegorz Śliwka und Krystian Długopolski den dritten Platz für Polen im Mannschaftswettbewerb erreicht.
Nachdem er das aktive Springen aufgegeben hatte, absolvierte er seine Ausbildung zum Skisprungtrainer und war danach unter Heinz Kuttin Trainer des polnischen B-Nationalkaders. Ab 2008 war er Trainer des A-Nationalkaders, nachdem sein Vorgänger Hannu Lepistö am 14. März 2008 entlassen wurde. Im Februar 2016 erklärte Kruczek seinen Rücktritt vom Amt des Cheftrainers der polnischen Nationalmannschaft zum Ende der Saison 2015/16. Von der Saison 2016/17 bis Ende März 2019 trainierte Kruczek die italienische Skisprungnationalmannschaft. Nach drei Jahren in Italien kehrte er nach Polen zurück und übernahm die Position des Cheftrainers des Frauenkaders. Darüber hinaus wurde Kruczek Anfang Januar 2020 Technischer Delegierter und Skisprungrichter der FIS.

## Statistik

### Weltcup-Platzierungen
| Saison  | Platz | Punkte |
| ------- | ----- | ------ |
| 1998/99 | 89.   | 006    |
| 1999/00 | 63.   | 018    |
| 2000/01 | 76.   | 003    |
| 2001/02 | 77.   | 005    |

### Continental-Cup-Platzierungen
| Saison  | Platz | Punkte |
| ------- | ----- | ------ |
| 1993/94 | 205.  | 015    |
| 1994/95 | 108.  | 066    |
| 1995/96 | 163.  | 033    |
| 1996/97 | 232.  | 013    |
| 1997/98 | 082.  | 135    |
| 1998/99 | 188.  | 027    |
| 1999/00 | 087.  | 153    |
| 2000/01 | 033.  | 281    |
| 2001/02 | 110.  | 089    |
| 2002/03 | 103.  | 085    |

### Grand-Prix-Platzierungen
| Saison | Platz | Punkte |
| ------ | ----- | ------ |
| 1998   | 051.  | 003    |
| 2001   | 045.  | 016    |